# Helena Válková
Helena Válková, rozená Mičková (* 7. ledna 1951 Chlumec nad Cidlinou), je česká politička a právnička, specializovaná na trestní právo a kriminologii, a vysokoškolská učitelka. Od ledna 2014 do března 2015 byla ministryní spravedlnosti ČR v Sobotkově vládě, od roku 2013 je poslankyní Poslanecké sněmovny PČR. V letech 2017 až 2019 zastávala post rektorky Vysoké školy podnikání a práva a v letech 2019 až 2022 byla zmocněnkyní vlády pro lidská práva.

## Život
Pochází ze smíšené česko-německé rodiny. Otec Mička[zdroj?] se v roce 1938 za Protektorátu přihlásil k české národnosti. Sloužil u protektorátní policie. Podle jejího názoru byla situace v jiných zemích, jako v SSSR a Polsku, mnohem horší než v Protektorátu. Vystudovala Právnickou fakultu UK v Praze, kde v oboru trestní právo získala v roce 1982 kandidaturu věd za práci Ochranný dohled, jeho místo, účinnost a možnosti v systému zacházení s recidivními delikventy.
V letech 1975–1988 působila jako vědecká pracovnice Výzkumného ústavu kriminologického při generální prokuratuře ČSSR a poté až do roku 1993 Ústavu státu a práva ČSAV. Jako pracovnice tohoto ústavu pracovala krátce na oddělení, jehož vedoucím byl bývalý komunistický prokurátor Josef Urválek. Po roce 1991 vyučovala na Filozofické fakultě UK, kde položila základy sociální práce v trestní justici, a od roku 1993 na Fakultě právnické ZČU v Plzni, kde se stala roku 1998 vedoucí katedry trestního práva. Po kritice poměrů ve vedení školy a tzv. „rychlostudentů“ byla v roce 2009 z funkce na přechodnou dobu odvolána. Z fakulty nakonec roku 2011 pro neshody s vedením odešla. Profesuru trestního práva získala roku 2006 na Trnavské univerzitě.
Byla také členkou katedry veřejného práva a veřejné správy na CEVRO Institutu. V roce 1993 založila českou pobočku a byla ředitelkou nakladatelství C. H. Beck, později se stala šéfredaktorkou programu nakladatelství a odborných časopisů. Účastnila se i organizovala mezinárodní konference na téma trestního práva a kriminologie a několikrát absolvovala studijní pobyt na Max-Planck-Institut pro zahraniční a mezinárodní trestní právo ve Freiburgu. Angažovala se při přípravě zákona o soudnictví ve věcech mládeže (č. 218/2003 Sb.) a zákona o obětech trestných činů (č. 45/2013 Sb.).
Helena Válková je vdaná a má jednoho syna. Je z praktikující katolické rodiny, byla pokřtěna jako dítě.

## Politické působení
Do Komunistické strany Československa vstoupila na počátku normalizace (podle vlastního vyjádření 1972-1974) z kariérních důvodů. Po listopadu 1989 se angažovala v Občanském fóru. Ve volbách do poslanecké sněmovny v roce 2013 úspěšně kandidovala jako nestraník za hnutí ANO 2011 jako dvojka na pražské kandidátce. Od 5. prosince 2013 zastávala pozici místopředsedkyně sněmovního ústavněprávního výboru. V poslanecké sněmovně se tehdy, jako ministryně spravedlnosti, zařadila k poslancům s nejhorší docházkou. Z většiny jednání byla omluvena nebo nepřihlášena.
V lednu 2014 se stala kandidátkou ANO 2011 na post ministryně spravedlnosti ve vládě Bohuslava Sobotky. Dne 29. ledna 2014 byla do této funkce jmenována. V létě podala přihlášku do hnutí ANO a jeho členkou se stala počátkem roku 2015.
V březnu 2014 při rozhovoru pro server Echo24 odpověděla na otázku, jaké je její mínění na poválečný odsun Němců z Československa, následující: „To nejhorší. Chápu, že to byla reakce na to, co se zase Čechům dělo předtím, ale ono se toho v Protektorátu zas tolik nedělo.“ Tato citace vzbudila velký rozruch. Později se za nedorozumění omluvila.
Na přelomu května a června 2014 se dostala do sporů se svou 1. náměstkyní Hanou Marvanovou. Důvodem byly neshody ohledně snížení odměn advokátů či jmenování některých soudních funkcionářů. Marvanová nakonec rezignovala. Jen o zhruba dva týdny později se dostala do sporu s dalším svým náměstkem, tentokrát s Pavlem Šternem kvůli tendru na elektronické náramky pro domácí vězně. Náměstek jí odmítl dát o průběhu marketingového průzkumu podrobnější informace, na které podle něj neměla nárok. Následně se obrátil na protikorupční policii. Válková tendr zrušila kvůli pochybnostem o transparentnosti a Šterna z funkce náměstka odvolala. Personální změny na Ministerstvu spravedlnosti ČR vyvolaly vlnu nevole na politické scéně a premiér Bohuslav Sobotka prohlásil, že „pokud (Válková) projeví jakékoliv další zaváhání při vedení úřadu, bude ČSSD jako koaliční strana požadovat změnu v čele ministerstva spravedlnosti.“
Na začátku února 2015 začaly vycházet v Lidových novinách, které tehdy vlastnil Andrej Babiš, kritické texty na adresu Válkové. Po vydání jednoho z nich Válková volala Babišovi (nikoliv redaktorovi). Podle Babiše „Paní profesorka Válková byla naším nejkritizovanějším ministrem“ a „Pokud by sama nerezignovala, hnutí by stejně navrhlo její odvolání“. Poté Válková v únoru 2015 oznámila, že k 1. březnu 2015 rezignuje na post ministryně spravedlnosti ČR. „V souvislosti s vývojem událostí kolem mé osoby začínám být relativně znechucená“, uvedla Válková s odkazem na některé články týkající se jejích neúspěchů ve vedení resortu. Jejím nástupcem se stal Robert Pelikán.
Ve volbách do Senátu PČR v roce 2016 kandidovala za hnutí ANO 2011 v obvodu č. 19 – Praha 11. Se ziskem 19,23 % hlasů postoupila z prvního místa do druhého kola, v němž však prohrála poměrem hlasů 44,10 % : 55,89 % s kandidátem Hnutí pro Prahu 11, SZ, Pirátů a KDU-ČSL Ladislavem Kosem, a senátorkou se tak nestala. Poté se vyjádřila pro zrušení dvoukolové volby do Senátu. V letech 2017 až 2019 zastávala post rektorky Vysoké školy podnikání a práva.
Ve volbách do Poslanecké sněmovny PČR v roce 2017 obhájila svůj poslanecký mandát za hnutí ANO 2011 v Praze. Původně figurovala na 7. místě kandidátky, ale vlivem 7 276 preferenčních hlasů se posunula na třetí místo. Dne 6. května 2019 ji na návrh premiéra Andreje Babiše jmenovala Vláda ČR novou zmocněnkyní vlády pro lidská práva. Nahradila tak Martinu Štěpánkovou, která z této pozice ke konci března 2019 odešla. Válková se rozhodla souběžně zůstat i poslankyní Poslanecké sněmovny PČR. V nové funkci se soustředila především na ohrožené děti, seniory a sociálně či zdravotně znevýhodněné lidi.
Ve volbách do Poslanecké sněmovny PČR v roce 2021 mandát poslankyně za hnutí ANO 2011 obhájila, a to na 4. místě kandidátky ve Středočeském kraji. Po nástupu nové vlády Petra Fialy se dohodla na rezignaci na funkci zmocněnkyně vlády pro lidská práva k 31. lednu 2022.
Ve volbách do Senátu PČR v roce 2024 kandidovala za hnutí ANO v obvodu č. 41 – Benešov. V prvním kole skončila druhá, když získala 26,23 % hlasů. Ve druhém kole, kdy ji podpořil Andrej Babiš, se utkala s kandidátem ODS, Svobodných, KONS a Monarchistů.cz Zdeňkem Hrabou, s nímž prohrála poměrem hlasů 32,89 % : 67,10 %, a senátorkou se tak nestala.
Ve sněmovních volbách v roce 2025 kandiduje z 8. místa kandidátní listiny hnutí ANO ve Středočeském kraji.

### Kandidatura na ombudsmanku
V prosinci 2019 ji prezident Miloš Zeman navrhl Poslanecké sněmovně PČR na funkci veřejné ochránkyně práv. V lednu 2020 zveřejnil deník Info.cz několik článků z přelomu 70. a 80. let 20. století, v nichž podle jeho názoru Válková hájila zákony namířené proti tehdejším disidentům. Pod článkem v časopise Prokuratura z roku 1979 na téma ochranného dohledu je podepsána s Josefem Urválkem, který se jako komunistický prokurátor účastnil procesu s Miladou Horákovou a měl přímou zodpovědnost za politické vraždy. Válková označila informace za nehoráznou lež s možným podáním žaloby, následně se proti nařčení, že se podílela na šikanování disidentů bránila podáním trestního oznámení na historika Petra Blažka a Info.cz, které však bylo Policií ČR odloženy. Uspěla následně až v občanskoprávním sporu, kdy žalovala CMI News s.r.o, v souvislosti za stejná tvrzení uveřejněná na jejich webové stránce info.cz. V řízení se prokázalo, že obvinění uveřejněná  na internetových stránkách www.info.cz jsou nepravdivá, žalobě bylo vyhověno, a CMI News s.r.o. se muselo Válkové omluvit. K tématu ochranného dohledu věnovala celou studii z roku 1984;. V obou, otevřeně již v druhé z citovaných publikací, navrhovala naopak odklon od represe směrem k edukaci, později dokonce přesun pravomocí orgánů veřejné bezpečnosti do působnosti sociálních kurátorů.[zdroj⁠?!] Tato opatření však nebyla realizována, a v pozdějších letech komunistický režim začal ochranný dohled naopak využívat k systematické šikaně disidentů (Ivan Martin Jirous, Rudolf Battěk, Jiří Gruntorád, Pavel Wonka, Ladislav Lis a další). V roce 1990 byla pak spoluautorkou "transformační novely" trestního zákona, jíž byl ochranný dohled, podobně jako např. i trest smrti, zrušen, později o zavádění prvků nápravné spravedlnosti a mediace a probace. I přesto Válková nakonec prohlásila, že nominaci na post veřejné ochránkyně práv odmítne, což přivítal i sám prezident ČR Miloš Zeman, který ji do funkce nominoval. Prezident Miloš Zeman nominaci Válkové na post veřejné ochránkyně práv v polovině ledna 2020 oficiálně stáhl a nominoval Stanislava Křečka. Následně diskutovala Vláda ČR i o jejím setrvání ve funkci zmocněnkyně vlády pro lidská práva. Ministři však nehlasovali a sama Válková odstoupit odmítla , poté, co ji pro tuto pozici jednomyslně vyjádřili podporu všichni členové Rady vlády pro lidská práva za občanskou veřejnost.